# Garfield Minus Garfield
A Garfield Minus Garfield egy internetes képregény, amelyet Dan Walsh készített 2008-ban. A képregényekben a Garfield-sorozat összes szereplőjét eltávolították, Garfield gazdája, Jon Arbuckle kivételével.

## Tartalom
A "Garfield Minus Garfield" létező Garfield képregényeket vesz alapul, melyeket úgy szerkesztenek, hogy Garfield, a gondolatbuborékja és az összes többi szereplő eltűnjön a képregényből. Így csak Jon Arbuckle marad, és magához beszél.
A készítő, Dan Walsh elmondta, hogy szándékosan olyan képregényeket választott, amelyben Jon "metafizikailag kínzottnak" tűnik; elmondása szerint "ha Jon boldog, a képregényei nem működnek".
A New York Times egyik cikkírója, Cate Doty így nyilatkozott az eredményről: "Jon megfigyelései az egzisztenciális válság és a szenvedés között ingadoznak, lasagna-szerető macskája aranyos gondolatbuborékjai nélkül."
Az összes képregény elkészítése kb. öt percbe telik.

## Történet
A "Garfield Minus Garfield" blogként indult a Tumblr-ön.
Walsh elmondása szerint nem ő volt az első, akinek eszébe jutott az, hogy eltávolítsa Garfieldot a saját képregényéből: "Az ötlet már korábban is megjelent különféle fórumokon...de szerintem jó, ha kimondjuk, hogy én terjesztettem el."
Jim Davis, a Garfield készítője pozitívan nyilatkozott a képregényekről, és 2008 októberében a Ballantine Books kiadásában megjelent egy Garfield Minus Garfield könyv, amelyben az eredeti és a "mínuszos" képregények szerepelnek. A könyvet Jim Davisnek tulajdonítják, és tartalmazza Dan Walsh előszavát. A könyv nagy részét a "GMG" képregények teszik ki, a végén Jim Davis utószava található, és az ő próbálkozásai "GMG" képregények rajzolására.
A The New Yorkerben található kritika szerint az eredeti képregények publikálása a "mínuszos" verzió mellett jelentősen csökkenti a "GMG" hatását, és nagy valószínűséggel azért tették, hogy megvédjék a Garfield márkanevet.
Míg Walsh képregénye továbbra is megjelenik, a publikálás üteme lelassult: 2020-ban már csak hét képregény készült.

## Fogadtatás
Az oldal pályafutása csúcsán 300.000 megtekintést kapott. A képregény 2008-ban több neves sajtó érdeklődését is kivívta, például a The New York Times-ét, az NPR-ét, a Time-ét, a The Washington Postét, az Entertainment Weekly-ét, a The New Yorkerét és a Boston Heraldét is.

## Hasonló képregények
A Mental Floss készített egy listát hasonló Garfield-paródiákról: a GMG mellett megemlítette a De-Garfedet is, amely eltávolította Garfield szövegbuborékait, illetve a Realfield-et, melyben Garfield helyett egy realisztikusabb macska található, aki nem válaszol.